# Concerto pour piano de Roussel
Le Concerto pour piano et orchestre opus 36 est un concerto d'Albert Roussel. Composé en 1927, il fut créé le 7 juin 1928 à Paris aux concerts Koussevitzky.

## Histoire
Le Concerto pour piano et orchestre de Roussel est composé entre juillet et octobre 1927, et dédié à Lucie Caffaret. Il est créé le 7 juin 1928 à Paris par le pianiste Alexandre Borovsky, salle Pleyel, sous la direction de Serge Koussevitzky.
Dans une lettre à Albert Roussel, Paul Dukas écrit que ce concerto « veut un toucher plus rare et qui vient de plus loin que les doigts »,.

## Analyse
L’œuvre adopte la structure traditionnelle du concerto en trois mouvements :
1. Allegro molto : mouvement d'un dramatisme marqué qui oppose violemment thèmes et rythmes, soliste et orchestre, le tout se réconciliant à la fin[1] ;
2. Adagio : mouvement d'un calme immatériel et envoûtant[8] ;
3. Allegro con spirito : danse pleine de fougue avec variations aux sonorités fermes et maitrisées[9].

L'accompagnement orchestral est instrumenté pour un piccolo, deux flûtes, un hautbois, un cor anglais, deux clarinettes, deux bassons, deux cors, deux trompettes, trois timbales, percussions (cymbales, grosse caisse, triangle, caisse claire) et cordes.
« Le piano débute le [premier] mouvement par un ostinato insistant très grave, établissant immédiatement son rôle comme partenaire percussif dans la texture orchestrale plutôt que comme soliste qui lui est opposé. » ; « les accords hiératiques de l'instrument soliste […] donnent à cette page son caractère mystérieux […] » Le second mouvement, « L'Adagio constitue le sommet expressif : la résonance initiale insistante du piano dans le registre grave engendre un étrange climat d'hypnose propice à une contemplation introspective d'un troublant onirisme. » Concernant ce mouvement, le compositeur André Jolivet devait écrire en 1971 : « Qui, d'ailleurs, pourrait rester insensible à l'infinie poésie du passage lent de Roussel... ». Le troisième mouvement est structuré à la manière d'un rondo, dont le thème est une danse énergique suivie de variations libres, et « se termine brusquement après la cadence comme une vie qui s'éteint ».
L'exécution de l'œuvre dure en moyenne seize, dix-sept minutes.
Dans le catalogue des œuvres du compositeur établi par la musicologue Nicole Labelle, le morceau porte le numéro L 44.

## Discographie
- Claude Helffer et l'Orchestre des cento soli dirigé par Serge Baudo, Musidisc
- Danielle Laval et l'Orchestre de Paris dirigé par Jean-Pierre Jacquillat, EMI (1969)
- Alexandre Tharaud et l'Ensemble orchestral de Paris dirigé par David Stern, Naïve (1998)
- Jan Michiels et l'Orchestre symphonique de Flandre dirigé par Fabrice Bollon, Cypres (2006)
- Sylvia Čápová et l'Orchestre philharmonique slovaque dirigé par Tibor Frešo, Red Note (2010)
- Alain Raës et l'Orchestre de Douai dirigé par Jean-Jacques Kantorow, Arcantus (2016)